# Puerto Nuevo Campana
Club Atlético Puerto Nuevo – argentyński klub piłkarski z siedzibą w mieście Campana leżącym w prowincji Buenos Aires.

## Osiągnięcia
- Mistrz V ligi argentyńskiej (Primera D Metropolitana): Apertura 1993

## Historia
Puerto Nuevo założony został 12 października 1939 roku. Nazwa klubu pochodzi od filmu zatytułowanego Porto Nuevo, w którym rolę tytułową odegrał Pepe Arias. Barwy pochodzą od klubu Atlanta Buenos Aires.
Puerto Nuevo występuje obecnie w V lidze argentyńskiej (Primera D Metropolitana).